# 相模湾玉螺
相模湾玉螺（学名：Polinices sagamiensis），是异足目玉螺科无脐玉螺属的一种。主要分布于韩国、中国大陆、台湾，常栖息在浅海沙底。
种名 sagamiensis 意为日本“相模湾的”。